# Dieter Hoppe (Chemiker)
Dieter Hoppe (* 6. Juli 1941 in Berlin; † 20. März 2024 in Münster) war ein deutscher Chemiker (Organische Chemie) und Hochschullehrer an der Universität Münster.

## Biografie
Hoppe machte zunächst 1958 bis 1960 eine Lehre als Labortechniker in Hannover, bevor er sein Chemiestudium begann. Er wurde 1970 bei Ulrich Schöllkopf an der Universität Göttingen promoviert (über Synthese von Aminosäuren mit metallierten alpha-Isocyansäure-Estern) und habilitierte sich 1977 in Göttingen. In der Habilitation befasste er sich mit metallierten Stickstoff-Derivaten von Carbonsäuren in der organischen Synthese (Bausteine für Penicillin- und Cephalosporin-Gerüste). Danach war er 1977/78 bei Robert B. Woodward in Harvard. Er war Privatdozent und ab 1983 Professor in Göttingen. 1985 wurde er ordentlicher Professor und Institutsdirektor in Kiel und 1992 Professor in Münster. 2006 emeritierte er.
Er entwickelte neue Methoden enantioselektiver Synthese, speziell Herstellung und Anwendung chiraler 1-Oxyallyl-, 1-Oxybenzyl-, 1-Oxyalkyl-, 1-Thioallyl- und Indenyl-Anionen in homo-Aldolreaktionen. Er befasste sich mit asymmetrischen Deprotonierungsreaktionen mit Hilfe chiraler Basen wie (–)-Spartein, Synthese von Dipeptid-Isosteren und anderer potentiell biologisch aktiver Substanzen, N-Sulfonyl-1,3-Oxazolidine als chirale Template und ihre Verwendung in der Synthese von Naturstoffen.
Er war 1997 bis 2008 Sprecher des Sonderforschungsbereichs 424 Molecular Orientation and its Function in Chemical Systems.
2001 erhielt er die Adolf-von-Baeyer-Denkmünze, 1999 den Max-Planck-Forschungspreis für Internationale Kooperation und 1993 den Otto-Bayer-Preis.
1988 bis 2000 war er Herausgeber von Synthesis.

## Schriften
- Neben Hans J. Schäfer und Gerhard Erker ist er Herausgeber des Buches F. A. Carey, R. J. Sundberg: Organische Chemie - Ein weiterführendes Lehrbuch. Übersetzung der dritten englischsprachigen  Auflage. Wiley-VCH, Weinheim 1995, ISBN 3-527-29217-9, S. 1635.